# Basoda
Basoda (auch Ganj Basoda) ist eine Stadt im indischen Bundesstaat Madhya Pradesh.
Sie hatte beim Zensus 2011 etwa 71.000 Einwohner und liegt im Verwaltungsdistrikt Vidisha.
Basoda war Hauptstadt des früheren Fürstenstaates Basoda.